# Necroville
Necroville (sau Terminal Café în Statele Unite) este un roman despre nanotehnologie de Ian McDonald din 1994 care a fost publicat prima dată de editura Victor Gollancz Ltd. În 1994 a primit British Science Fiction Association Award – Best Novel.  A fost nominalizat la Premiul Arthur C. Clarke în anul următor.
În 1995 a fost tradus de Gabriel Stoian și publicat în Colecția Cyborg de la Editura Pygmalion.

## Prezentare
Sunt prezentate aventurile a cinci prieteni, secondați de câte un al doilea partener. Romanul are loc în anul 2063, pe parcursul  unei singure nopți speciale, când porțile Necroville-urilor (orașele unde se găsesc morții) se deschid pentru muritorii de rând.

## Legături externe
- Necroville la isfdb.org

## Vezi și
- 1994 în științifico-fantastic